# Мостове (Черняховський район)
Мостове (рос. Мостовое) — селище Черняховського району, Калінінградської області Росії. Входить до складу Калузького сільського поселення.
Населення —  28 осіб (2015 рік). 

## Населення
| 2002 | 2010 |
| ---- | ---- |
| 44   | ↘28  |